# Lucien Haffen
Lucien Haffen, né le 15 juin 1888 à Strasbourg et mort dans la même ville le 16 octobre 1968, est un peintre et graveur français.
Il a marqué la scène artistique alsacienne par sa production foisonnante, riche en couleurs, traversée par la lumière et le mouvement,, Il est considéré comme faisant partie des quatre ou cinq plus grands peintres alsaciens de sa génération.

## Biographie
Lucien Haffen est né le 15 juin 1888 à Strasbourg dans le quartier historique du Bain-aux-Plantes. Son père, Louis Haffen, est tapissier. Sa mère, Marie-Antoinette, née Schwœhrer, seconde son époux dans son activité. Lucien Haffen est l'aîné d'une fratrie de trois enfants — il a un frère (Maurice) et une sœur (Suzanne).
Le 15 juin 1925, il se marie avec Germaine Foerter, pianiste et musicienne. Trois filles naissent de cette union : Sabine, Katie et Claudia. Claudia, la benjamine continue à ce jour à porter et à faire connaitre l’œuvre de son père.
Lucien Haffen passe toute sa vie à Strasbourg, tout en voyageant beaucoup. Ces voyages ont nourri son inspiration pour une œuvre abondante qui a couvert la première moitié du 20e siècle. Sa région natale a été également une source féconde d'inspiration toujours renouvelée. C'est un peintre du motif, peignant dans la nature. Il meurt le 16 octobre 1968, dans son atelier au milieu de ses tableaux. 
Il est enterré au cimetière de Wangen dans le Bas-Rhin,.

### Scolarité et formation
Lucien Haffen passe sa scolarité au gymnase Jean-Sturm et au collège Saint-Étienne à Strasbourg et obtient son  baccalauréat (Abitur) en 1908. Il s'inscrit à l'université de Strasbourg, successivement à la faculté de droit (1908-1909), à la faculté de médecine (1909-191) et à la faculté de lettres, où il obtient un certificat d'histoire de l'art (1914-1918),. C'est la période au cours de laquelle il cherche sa voie, mais cela ne le  détourne pas de sa vocation artistique.
Il s'engage dans sa carrière de peintre, devient élève de Lothar von Seebachde 1909 à 1913, dans le célèbre atelier de la Porte de l'Hôpital à Strasbourg, rejoignant un cercle de futurs artistes alsaciens comme Lucien Blumer (1871-1947) et Hans Mathis (1882-1944)), mais  dont il se démarque tôt "celui qui aujourd'hui suit d'autres chemins, le très doué Lucien Haffen".  Il est repéré rapidement : "les toiles du jeune Haffen chahutent plus que de droit. (...) du tumulte de ces années d'apprentissage est sortie cette puissance dramatique que l'on sent encore dans le moindre paysage du peintre, et le colorisme outrancier de ses débuts est à l'origine de la rutilante richesse de tons qui nous enchante aujourd'hui"  II se perfectionne aussi à Paris et à Venise. Il se déclare artiste professionnel en 1913.
Sa carrière est tout entière consacrée principalement à la peinture à l'huile de style figuratif, au dessin noir et blanc, au pastel et à la gravure sur cuivre.
Il suscite rapidement l'intérêt avec notamment un premier achat par l'État français en 1936.

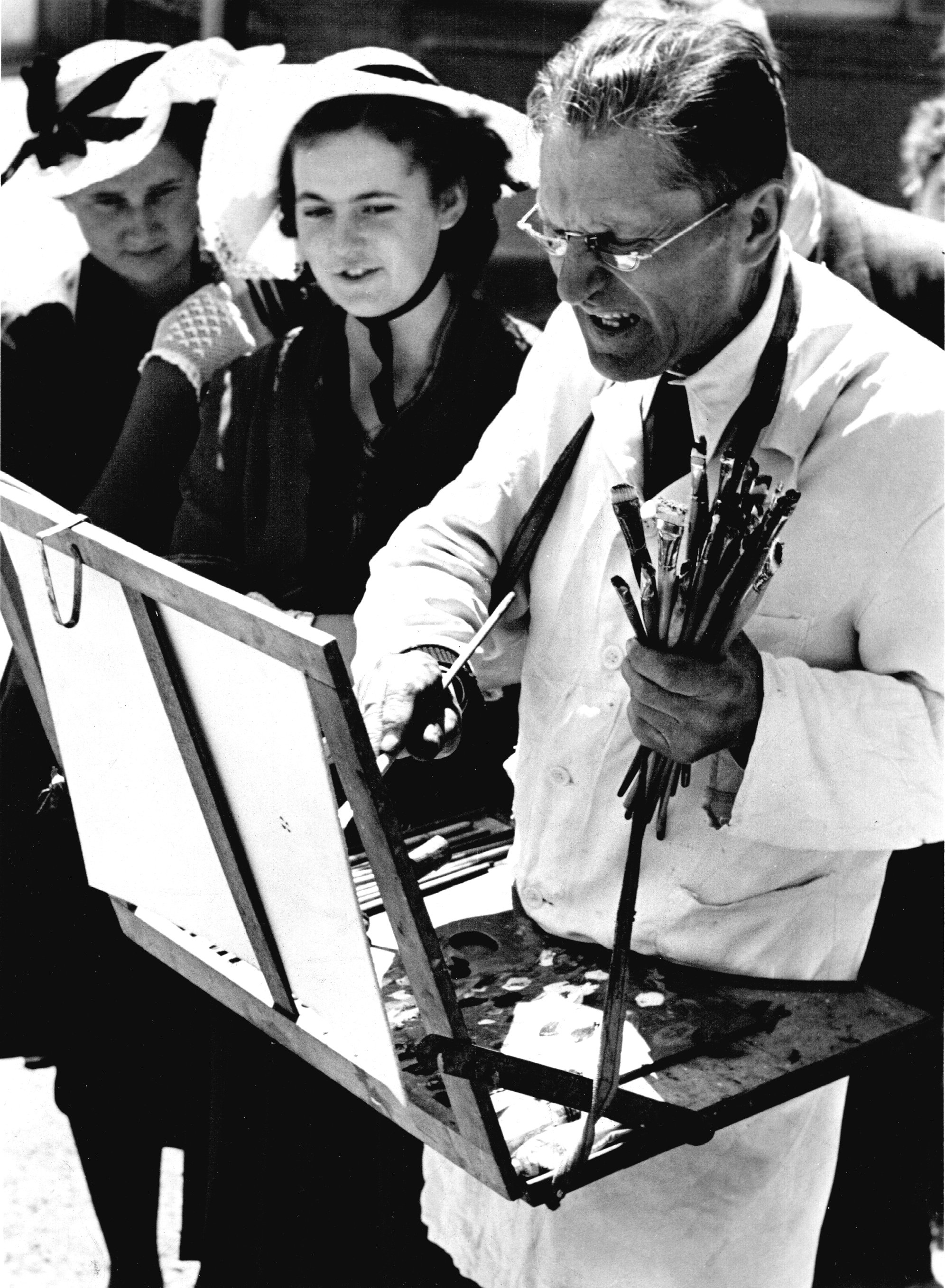
Lucien Haffen en action

Les musées de Strasbourg, de Haguenau, de  Karlsruhe, de Francfort conservent des tableaux de Lucien Haffen.

### Carrière
Lucien Haffen affectionne l’Alsace. Ainsi il peint en extérieur sa ville natale, les paysages des quatre saisons, des arbres en fleurs, les moissons, les vendanges, les paysages de neige. Il exécute des portraits de personnalités, de commande et des sujets familiaux (mère et enfants). Il peint aussi des événements comme, par exemple, l'entrée des troupes françaises, le 22 novembre 1918 ; ou la première assemblée parlementaire du Conseil de l'Europe au palais universitaire de Strasbourg (1949). Ce tableau, qui appartient au musée d'art moderne et contemporain de Strasbourg est déposé au Conseil de l'Europe. 
Il réalise deux panneaux du pavillon d'Alsace pour l'Exposition universelle de Paris en 1937. Il peint les fresques de l'église de Sundhouse en 1938, la maison gothique rue de l’Ail (avant sa destruction en 1930), les joutes nautiques à Strasbourg, les fêtes de Pentecôte à Wissembourg, les fêtes du houblon à Haguenau, les processions de la Fête-Dieu à Geispolsheim, les défilés de conscrits à Hochfelden, etc.
Lucien Haffen a réalisé également la série de lithographies : Vingt scènes messianiques.
Lucien Haffen, qui est un grand mélomane, dessine durant les concerts auxquels il assiste, les orchestres, les chefs et les solistes,. Il a ainsi dessiné le Dr Albert Schweitzer à l'orgue de l'église Saint-Thomas de Strasbourg, ainsi que le célèbre chef d'orchestre Charles Munch. 
Il a également travaillé pour l'illustration, il est l'auteur de cartes de menu, de calendriers.
Il entreprend de nombreux séjours parisiens, des voyages en Bretagne, sur la Côte d'Azur, à Saint-Guilhem-le-Désert, et au Pays basque. 
Il se rend également en Afrique du Nord, en Italie, en Espagne et aux Pays-Bas. 
Tous ces séjours inspirent la création de nombreux tableaux peints sur place.
En 1965, les maquettes, décors et costumes de l'opérette Le Pays du sourire de Franz Lehár lui sont commandées par l’opéra de Strasbourg.

## Œuvre

### Style
L’expression artistique de Lucien Haffen réside dans la recherche du coloris, du mouvement et de l'événement,, Un historien de l'art déclare à son sujet : « Quant à Lucien Haffen, il alla beaucoup plus loin dans l'audacieuse recherche de couleurs pures et d'un coup de pinceau violent, qui l'apparentent plutôt aux « fauves ». » D'autres critiques utilisent l'expression « d'un impressionnisme fulgurant ». "Sa technique et sa personnalité suscite l'intérêt : "Son sujet s'enrichit, il va à la figure en mouvement, il aime autant le mouvement que la couleur ; il reste réaliste, mais travaille avec une palette rutilante, il se donne entièrement dans une manière plutôt esquissée, le tout trempé dans la pleine clarté du soleil (...) le flux et le reflux de la lumière sont peints avec un rare bonheur" Son tempérament est qualifié de fougueux, avec une technique faite d'un  colorisme indomptable et d'une facture audacieuse

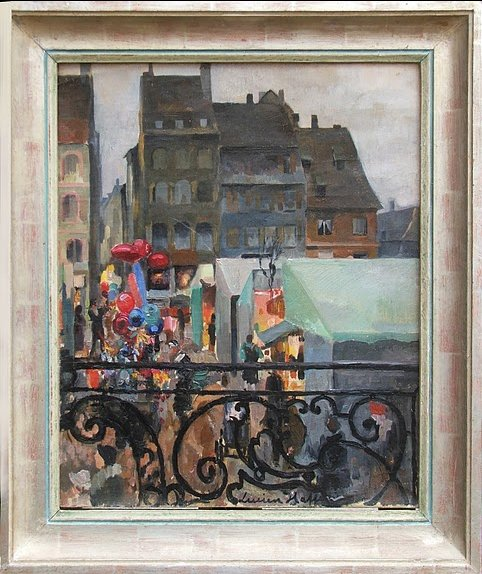
Marché de Noël à Strasbourg.
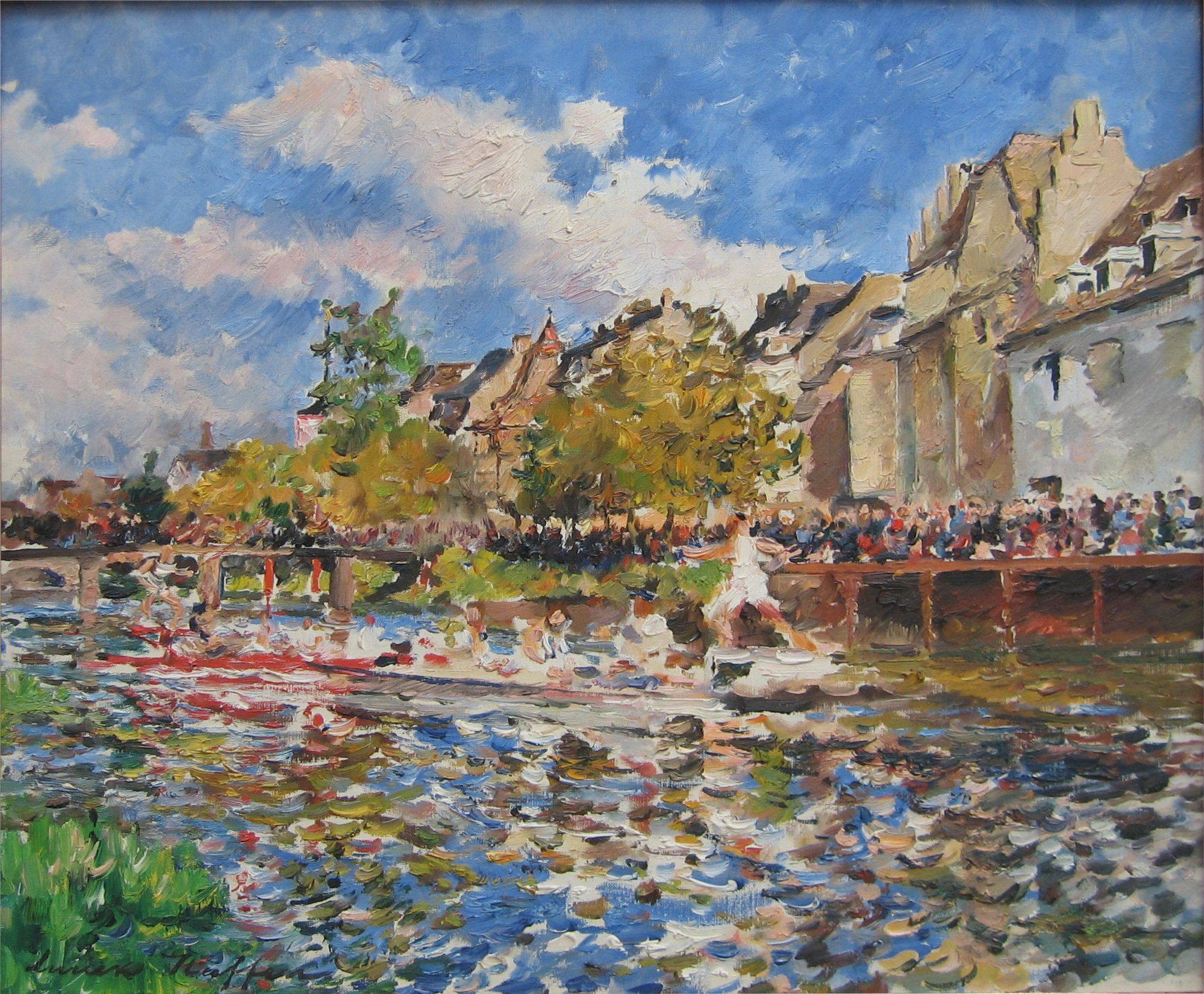
Joutes nautiques à Strasbourg.
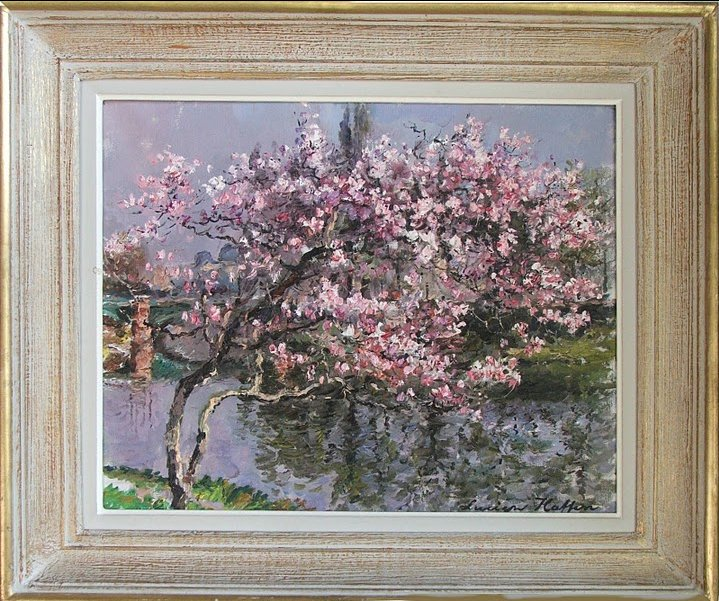
Magnolias en fleur à Strasbourg
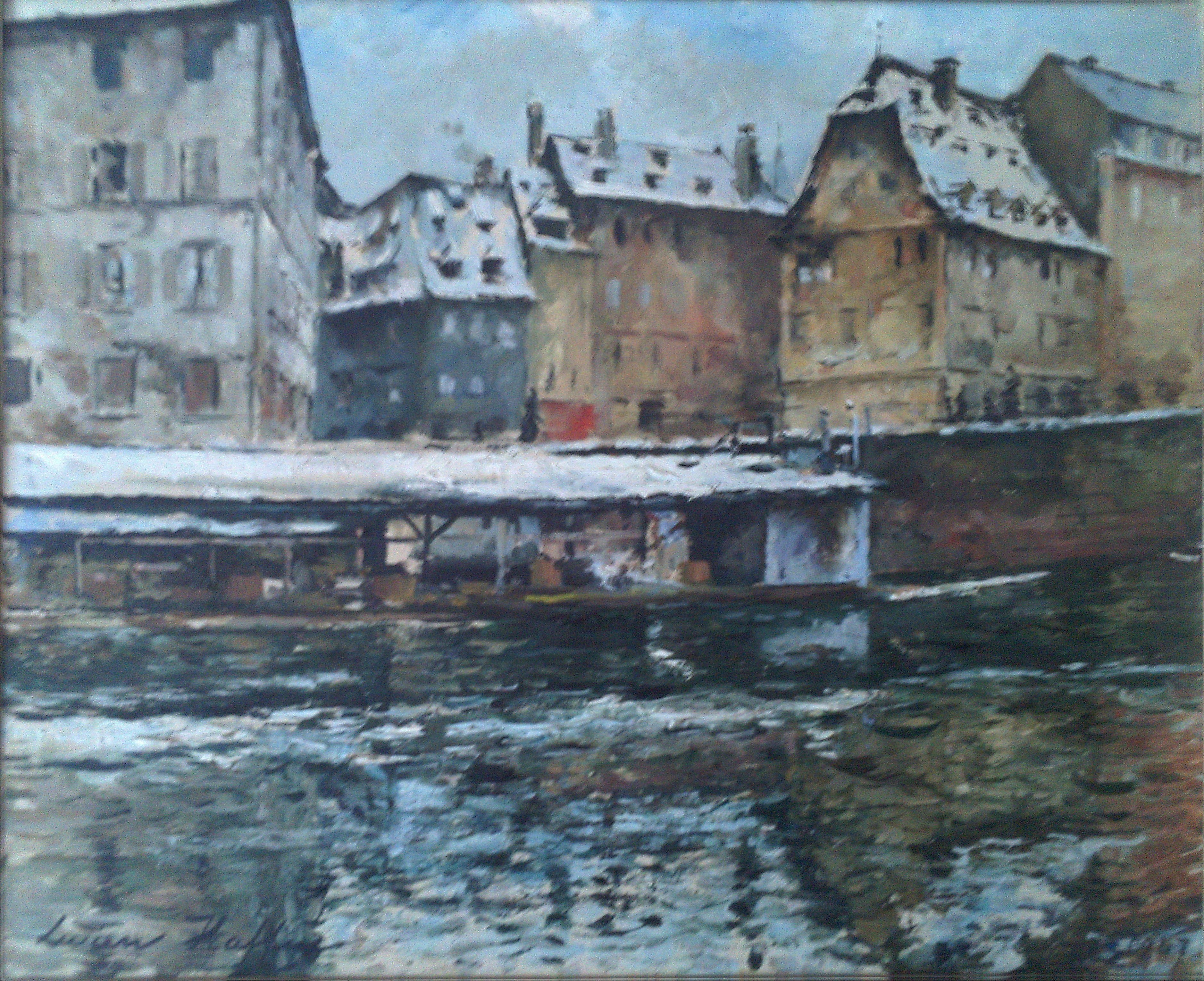
Lavoir Finkwiller à Strasbourg
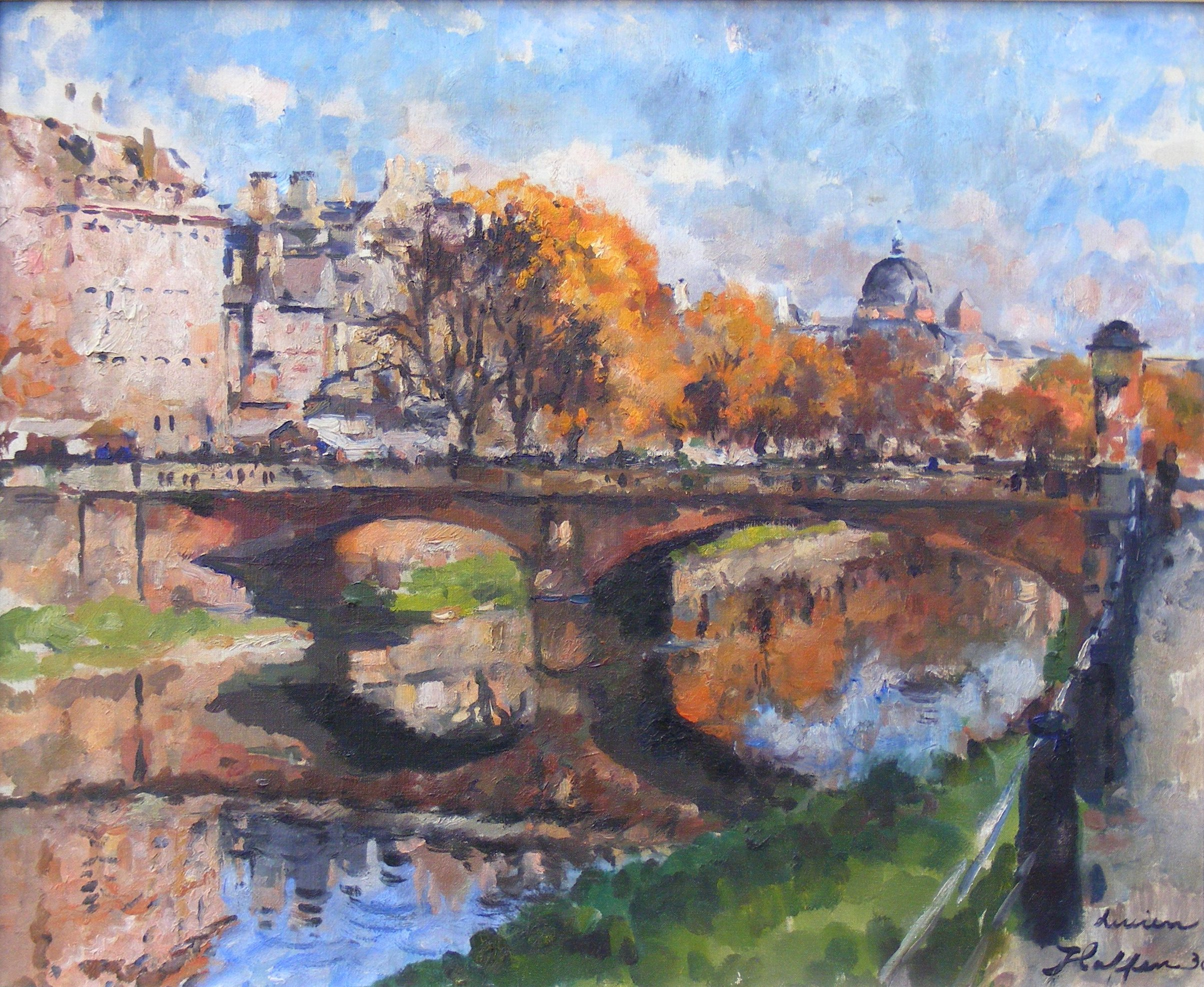
Pont de Pierre à Strasbourg
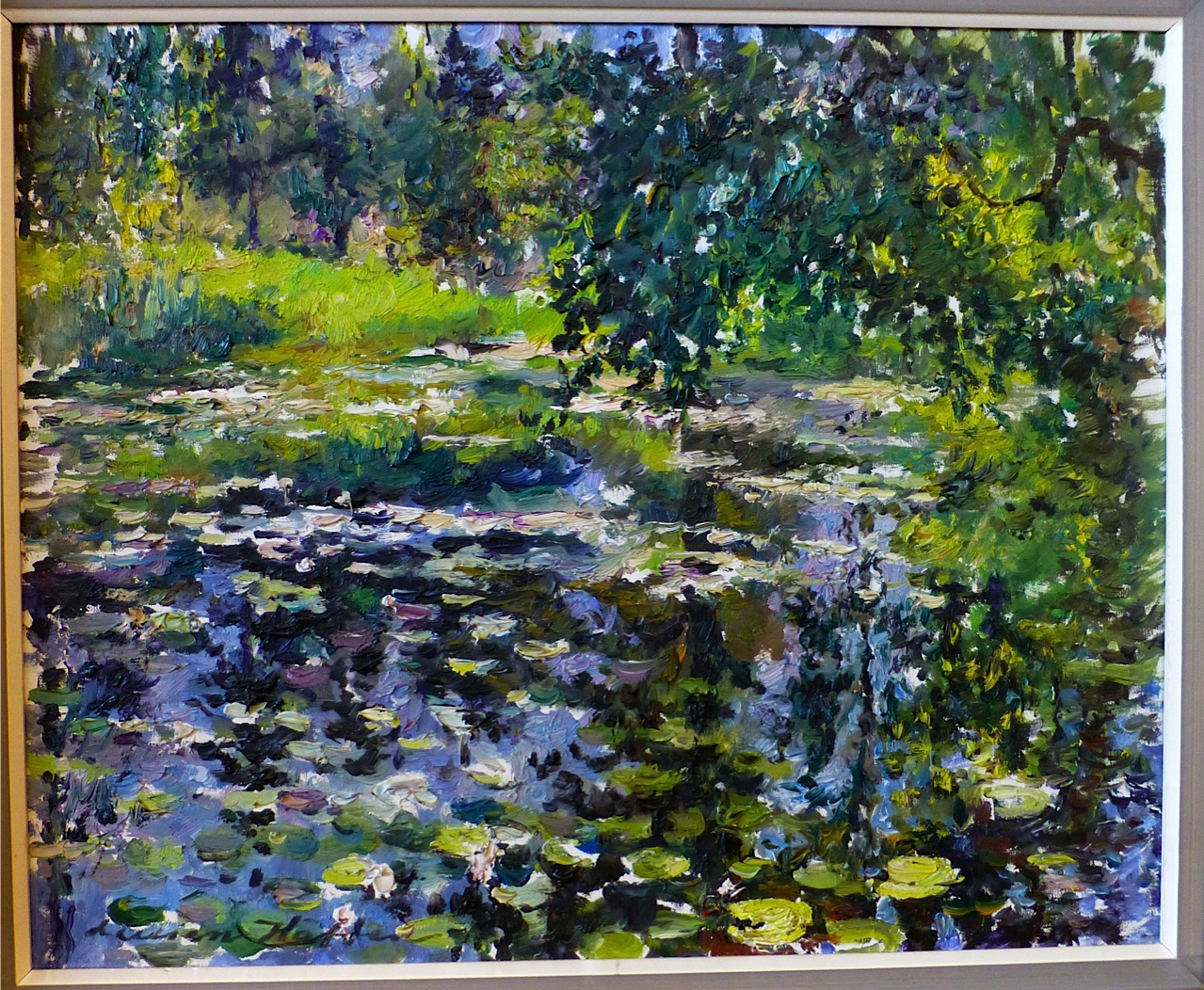
Nénuphars du jardin botanique de Strasbourg
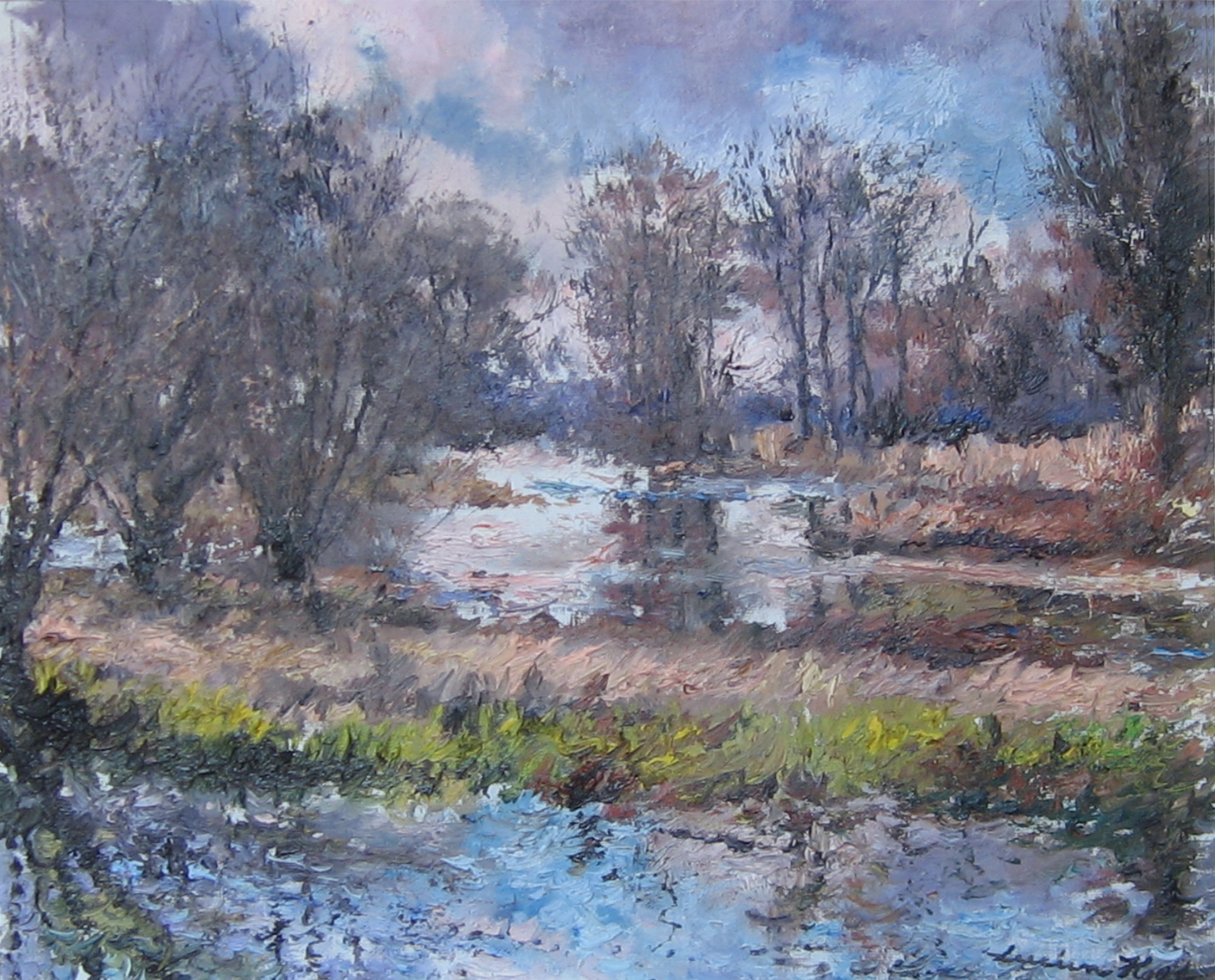
Forêt inondée à la Wantzenau
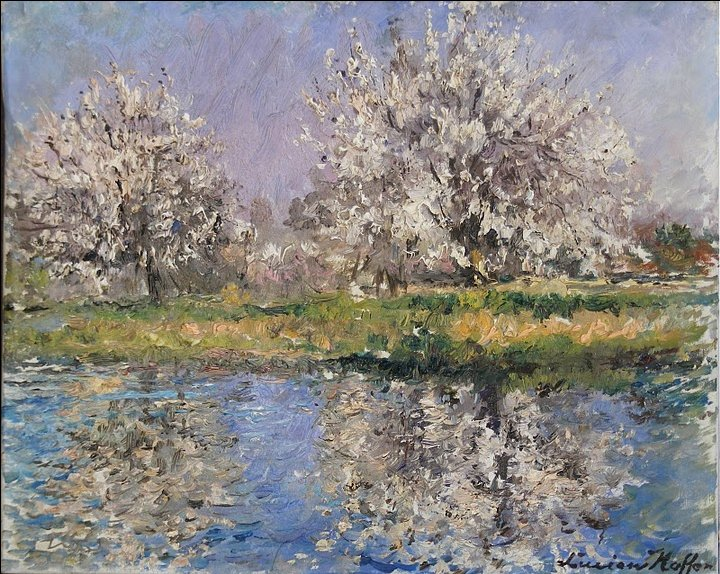
Arbres en fleurs au canal de la Bruche.
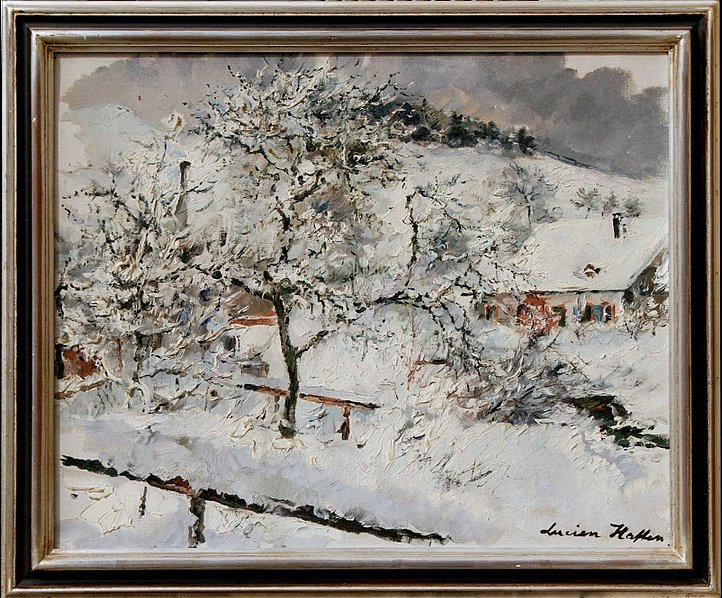
Neige à Belmont.
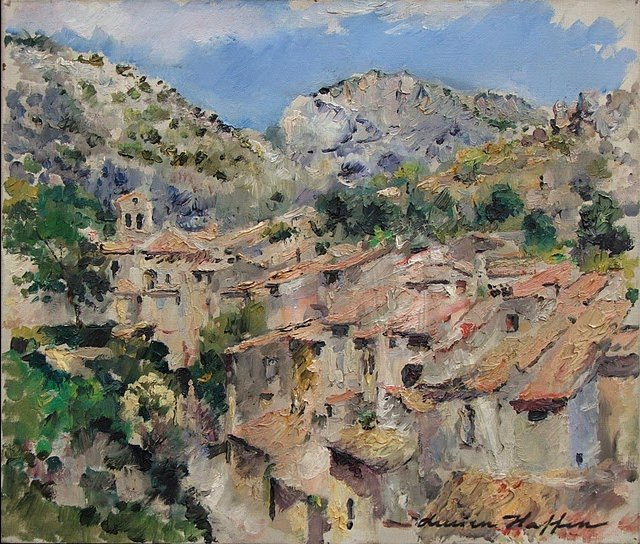
Vue de Saint-Guilhem-le-Désert
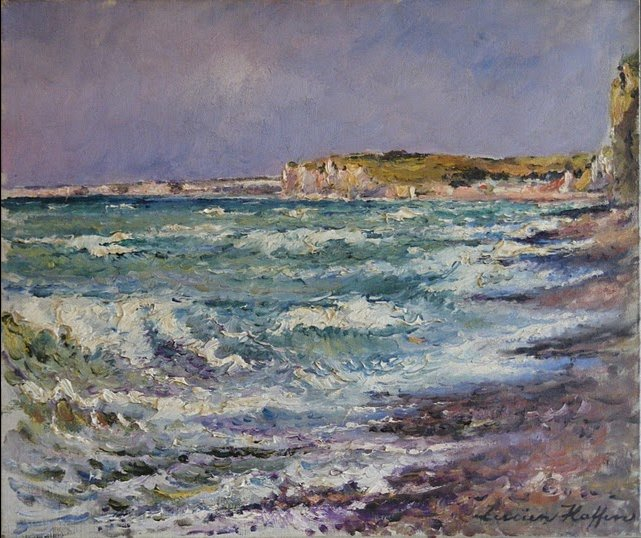
Falaises de Normandie
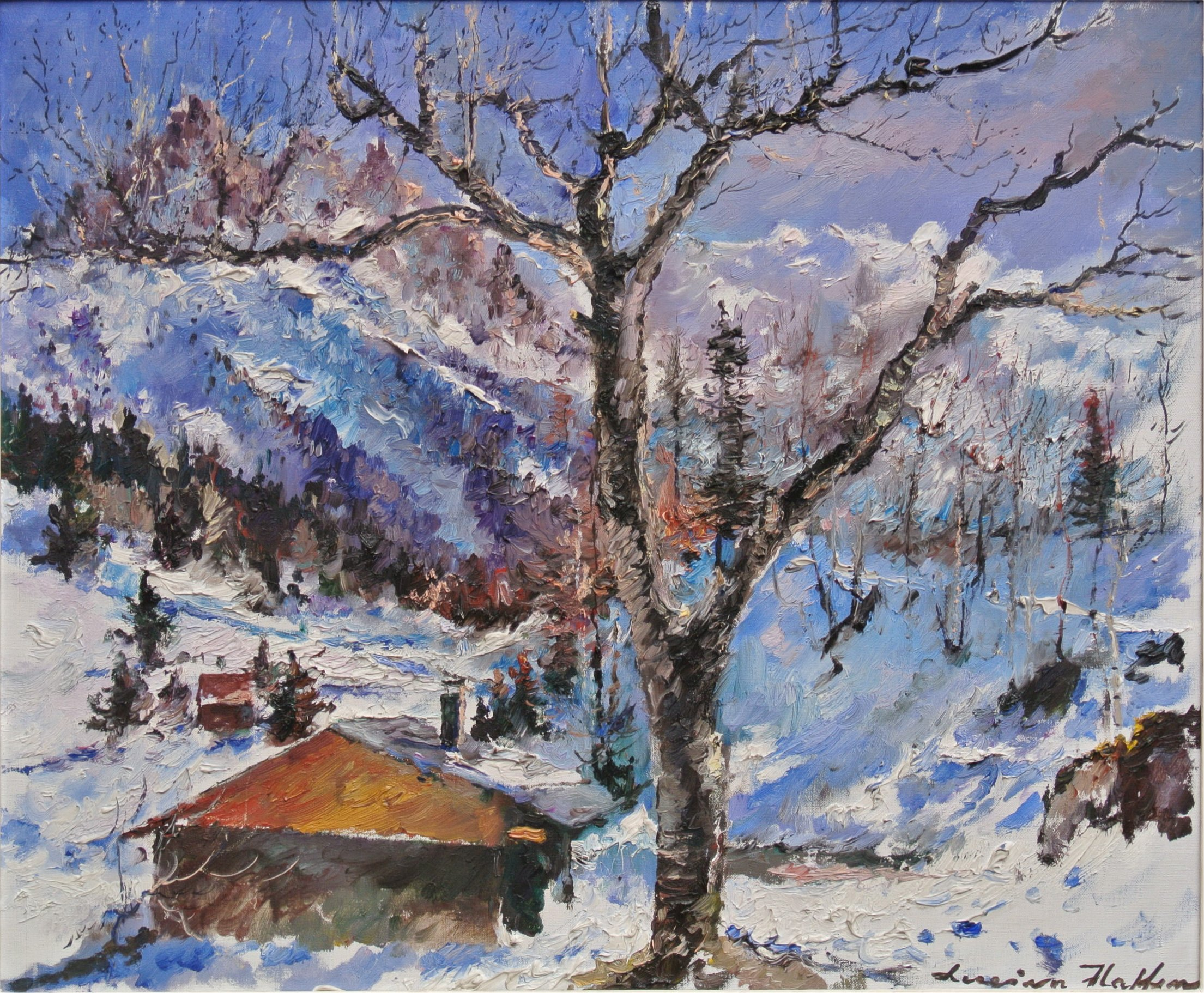
Neige à Bavans Haute-Savoie
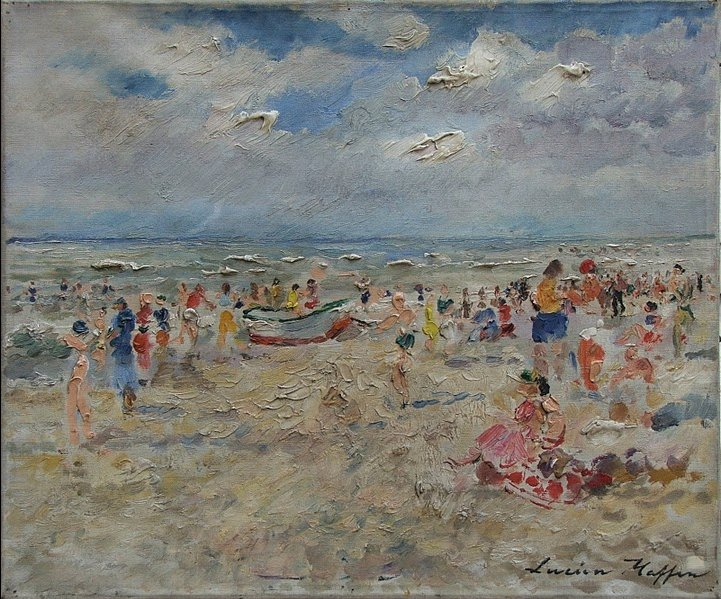
Plage de Schevenningen en Hollande

### Œuvres conservées aumusée d'art moderne et contemporain de Strasbourg
- Maternité (s.d.) huile sur toile 82,5 × 65 cm, achat à l'artiste en 1930 Inventaire : 55.974.0.481
- Maternité : l'accouchée. Huile sur toile 60 × 73 cm datée de 1930, achat à l'artiste en 1932. Inventaire : 55.974.0.480[8]
- Marée basse à Roscoff (s.d.) huile sur toile 54,5 × 65 cm, achat à l'artiste en 1932. Inventaire : 55.974.0.278
- Marché de poterie à Ingwiller (67) 1933 huile sur carton entoilé 37,5 × 45,5 cm, achat à l'artiste en 1937. Inventaire : 55.974.0.283
- Vue de Wolxheim (67) en hiver 1939 huile sur toile 66,8 × 76,7 cm, achat à la Mairie de Strasbourg en 1940. Inventaire : 55.974.0.332
- Conscrits à Geispolsheim (67) 1949 huile sur carton 27,5 × 35,5 cm, achat à l'artiste en 1950. Inventaire : 55.974.0.284
- Champs de seigle (Belmont vu de la hutte) (s.d.) Huile 54,3 × 65 cm, achat à la Galerie Aktuaryus en 1960. Inventaire : 55.974.0.345
- Saint-André-des-Arts à Paris (titre attribué : La place Saint-Michel, s.d.) huile sur toile 54 × 65 cm, achat à la Galerie Aktuaryus en 1963. Inventaire : 55.974.0.280
- Rue du Maroquin en hiver (s.d.) huile sur toile 130,2 × 99,5 cm. Inventaire : 55.005.0.91
- Le Premier Conseil de l'Europe au Palais de l'Université (s.d.) huile sur isorel 27 × 35 cm. Achat à la Galerie Aktuaryus en 1953. En dépôt au Conseil de l'Europe. Inventaire : 55.974.0.285

## Expositions

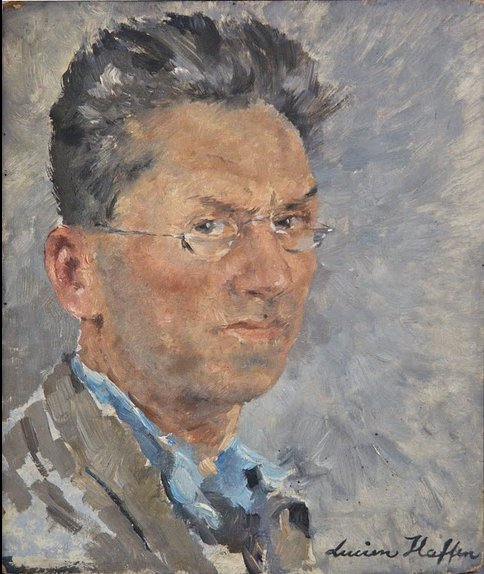
Lucien Haffen, autoportrait de l'artiste

### De son vivant
Premières expositions à Strasbourg ont lieu à partir de 1909,, en France et à l'international à partir de 1910, puis de façon régulière jusqu’à sa disparition, la dernière en 1967,,
Parmi celles-ci, on note les premières expositions à Metz en 1910 et 1911, à Berlin en 1912, à Londres en 1919 et à Paris en 1921 dans plusieurs Salons, dont le Salon des artistes français de 1921, etc.
À Strasbourg, il présente ses œuvres dans son atelier de la rue des Serruriers, au Salon Sigel avec l'artiste Paul Welsch en 1923, à la Maison d'art alsacienne avec Paul Iske et Alfred Fischer en 1927, et à la galerie Aktuarius à partir de 1953.

### Rétrospectives
- 1973 : participation à l’exposition d’un groupe d’artistes alsaciens (galerie Aktuarius à Strasbourg)
- 1976 : galerie Gutenberg (Beyler) à Strasbourg
- 2011 : musée de la Folie Marco à Barr (67)[5],[17],[18],[19],[20]
- 2015 : Maison de la Région Alsace, à Strasbourg, en présence de la fille de Lucien Haffen, Claudia[21]
- 2017 : bourse aux tableaux de Saint-Amarin, invité d'honneur[22],[23],[24],[25].

## Récompenses
- 1950 : prix du paysage classique et prix de l'Harmonie picturale de Menton.
- 1952 : mention honorable aux Salon des artistes français.
- 1957 : prix Jehan Peccard de la Société des artistes français.
- 1961 : prix Zwiller français et prix du Comité du Salon d'hiver de la Société des artistes français.
- 1968 : prix de l'exposition internationale Annuale Italiana d'Arte Grafica.